# Rara (dịch vụ)
rara là dịch vụ nghe nhạc trực tuyến hoạt động từ tháng 12 năm 2011 đến tháng 3 năm 2015. rara cung cấp các dịch vụ nghe nhạc trực tuyến theo yêu cầu, không có quảng cáo với nguồn các bài hát từ một loạt các phòng thu lớn và hoạt động độc lập như: Universal Music Group, Sony Music Entertainment, EMI Music và Warner Music Group, cơ quan bản quyền toàn cầu Merlin và các nhà phân phối nhạc kĩ thuật số: The Orchard, INgrooves, Fontana, Believe Digital, [PIAS] và VidZone Digital Media.
Ra mắt vào tháng 12 năm 2011  bởi công ty rara Media Group Limitied của Anh, dịch vụ có đúng 10 triệu bài hát nằm trong doanh mục lúc bấy giờ. Tính đến năm 2013, số bài hát trong doanh mục đã tăng lên con số 22 triệu bài hát và khả dụng tại 32 quốc gia. Hệ thống có thể truy cập trên cả PC và Mac thông qua trang web với các ứng dụng dành cho Windows 8, iOS và Android. Gói đăng kí "web" của rara cung cấp cho người dùng kho nhạc trực tuyến không giới hạn thông qua trang web đến PC và Mac, trong khi gói đăng kí "premium" cho phép người dùng có thể truy cập vào các ứng dụng điện thoại rara cũng như nghe nhạc ngoại tuyến.
Giữa tháng 2 và tháng 3 năm 2015, rara dừng việc cho phép đăng kí tài khoản mới và thông báo dịch vụ đã bị bán. Dịch vụ nghe nhạc trực tuyến dừng hoạt động vào ngày 29 tháng 3.

## Tính năng
rara có hơn 22 triệu bài hát đã được cấp phép trong doanh mục của mình nhằm cung cấp dịch vụ nghe nhạc trực tuyến không giới hạn. Người dùng trên web có thể tạo các danh sách phát được đồng hóa qua cloud với các thiết bị rara khác của họ. rara có một đội phục vụ việc quản lí các kênh và danh sách phát, phân loại và sắp xếp chúng vào các doanh mục dựa trên tâm trạng, thể loại, thời đại và trào lưu hiện hành.. rara đưa ra các đề xuất âm nhạc cá nhân hóa cho người dùng dựa trên các thuật toán và các đề xuất thủ công thực hiện bởi đội của rara. Được hỗ trợ Dolby Pulse, rara truyền các audio trên trang web và thông qua các ứng dụng với tốc độ bit là 32 kbit/s.

## Nền tảng
Rara khả dụng trên web qua PC và Mac và đồng thời thông qua các ứng dụng dành cho iPhone, iPad, iPod Touch, các máy tính Window 8 và các máy tính bảng. Dịch vụ rara trên web được ra mắt vào ngày 13 tháng 12 năm 2011. Sau đó ứng dụng rara trên Windows 8 đã được giới thiệu vào ngày 23 tháng 12 năm 2012.. Nó là ứng dụng nghe nhạc trực tuyến theo yêu cầu đầu tiên có mặt trên Windows 8 nếu không tính các dịch vụ âm nhạc Xbox của Microsoft có sẵn trên tất cả các thiết bị Windows 8. Ứng dụng rara trên iPhone được giới thiệu vào ngày 23 tháng 10 năm 2012 trong khi ứng dụng rara trên iPad cũng được ra mắt cùng ngày. Ứng dụng rara trên Android ra mắt vào ngày 13 tháng 12 năm 2011.
BMW ConnectedDrive Online Entertainment được ra mắt lần đầu bởi BMW ngày 19 tháng 5 năm 2013 như một cải tiến nhỏ được thêm vào BMW 5 Series 2013. Chiếc xe đầu tiên tương thích với Online Entertainment đã được tích hợp sẵn được phép vận hành từ tháng 7 năm 2014. Ngày 6 tháng 12 năm 2013, rara đã có sẵn và có thể được mua trên Online Entertainment của tất cả các xe BMW Series 1-7, dòng xe M và kiểu xe X5.

## Phạm vi

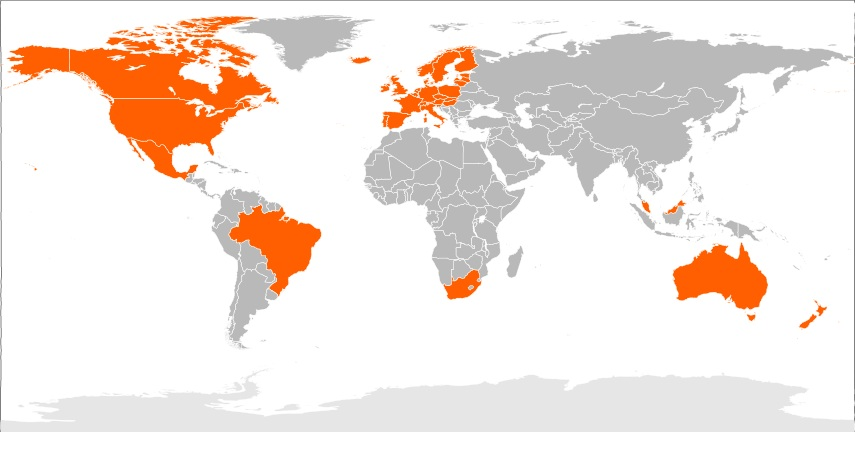
Phạm vi lãnh thổ của rara trên thế giới

Rara khả dụng tại 32 quốc gia gồm: Hoa Kỳ, Canada, Vuong quốc Anh, Ireland, Pháp, Tây Ban Nha, Italy, Đức, Áo, Bỉ, Hà Lan, Luxembourg, Thụy Sĩ, Thụy Điển, Đan Mạch, Phần Lan, Bồ Đào Nha, Ba Lan, Hungary, Cộng hòa Séc, Lithuana, Latvia and Estonia, Mexico, Brazil, Australia, New Zealand, Singapore, Hồng Công, Malaysia và Nam Phi. Rara phân phối tới các nhà bán lẻ dịch vụ âm nhạc của nó riêng cho từng quốc gia, với sự hỗ trợ cho từng ngôn ngữ bản địa và một doanh mục các bài hát bản địa dành riêng cho mỗi quốc gia.

## Hợp tác
Rara đã hợp tác với HP, BMW, Toshiba và Lenovo đồng thời được tải sẵn lên một loạt các máy tính cá nhân HP, Lenovo Windows 8 và các máy tính bảng, máy tính cá nhân Android và các thiết bị chuyển đổi Windows 8.

## Lịch sử
Tọa lạc tại London, Anh, rara ra đời trên cơ sở phát triển từ dịch vụ nghe nhạc trực tuyến trước đó Omnifone đã được ra mắt vào tháng 12 năm 2011. Dịch vụ được điều hành dưới trướng công ty mẹ rara Media Group Limited với nền tảng công nghệ cuối cùng được hỗ trợ từ Omnifone.
Dịch vụ streaming trên trang web rara.com và trên ứng dụng điện thoại của Android đã được ra mắt vào ngày 13 tháng 12 năm 2011 tại 16 quốc gia  gồm Anh, Mỹ, Ireland, Pháp, Đức, Italy, Tây Ban Nha, Áo, Bỉ, Đan Mạch, Phần Lan, Luxembourg, Hà Lan, Na Uy, Thụy Điển và Thụy Sĩ, với 10 triệu bài hát từ các phòng thu lớn cùng mối quan hệ hợp tác trên phạm vi toàn cầu với HP. Ngày 14 tháng 12 năm 2011, rara thông báo về sự ra mắt tại New Zealand. Ngày 20 tháng 1 năm 2012, rara thông báo đã có mặt tại Australia, Canada và Singapore.
Ngày 31 tháng 1 năm 2012, PRS for Music thông báo về việc thỏa thuận xin cấp giấy phép pan-European về tính đảm bảo trong tiền bản quyền từ phía rara cho các nhạc sĩ, nhà soạn nhạc và nhà xuất bản đại diện khắp châu Âu.
Ngày 18 tháng 7 năm 2012, rara chỉ điểm chủ tịch của Coca-Cola Nick Massey trở thành CEO củ công ty.
Ngày 23 tháng 10 năm 2012, rara ra mắt các ứng dụng cho các thiết bị iOS và Windows 8 và thông báo về các thỏa thuận xin cấp giấy phép với các nhà phân phối độc lập Merlin, The Orchard, INgrooves Fontana, Believe Digita;, VidZome Digital Media cùng với doanh mục được mở rộng gồm 18 triệu bài hát đã được cấp phép trên toàn cầu. rara.com đã có mặt trên 7 quốc gia mới gồm: Brazil, Mexico, Hong Kong, Đài Loan, Malaysia, Nam Phi và Bồ Đào Nha, nâng phạm vi lãnh thổ của rara.com lên 27 thị trường.
Ngày 20 tháng 12 năm 2012, rara thông báo về một thỏa thuận xin cấp phép với nhà phân phối PIAS và nâng phạm vi lãnh thổ hoạt động lên 33 quốc gia trên toàn thế giới sau khi thêm vào 6 nước Đông Âu: Ba Lan, Hungary, Cộng hòa Séc, Lithuana, Latvia và Estonia.
Ngày 8 tháng 3 năm 2013, rara thông báo chủ tịch PRS for Music và Omnifone Jez Bell là CEO.
Ngày 21 tháng 5 năm 2013, rara thông báo về mối quan hệ hợp tác toàn cầu với BMW nhằm cùng ra mắt dịch vụ nghe nhạc trực tuyến trong xe đầu tiên của châu Âu. Ngày 11 tháng 10 năm 2013, rara lại thông báo mối quan hệ hợp tác với Toshiba nhằm đưa ứng dụng rara có sẵn trên các máy tính cá nhân, các máy tính bảng và các thiết bị chuyển đổi Toshiba Windows 8 tại Australia, Nwe Zealand và Hong Kong. Ngày 5 tháng 12 năm 2013, rara mở rộng dịch vụ nghe nhạc trực tuyến trong xe đầu tiên của châu Âu với nhiều dòng xe BMW hơn. rara sau đó đã khả dụng trên các dòng BMW Series 1-7, M Series và X5.
Đầu năm 2015, rara thông báo người dùng sẽ không thể tìm thấy dịch vụ vì công ty đã bán và đóng cửa nó. Dịch vụ nghe nhạc không giới hạn và premium đã đóng cửa vào ngày 29 tháng 3 ở tất cả 32 quốc gia. Từ tháng 6 đến tháng 10, trang chủ chính vẫn còn hoạt động nhưng không có tùy chọn "đăng kí’, "giá cả" hay "mạng xã hội". Tuy nhiên, trang vẫn còn tùy chọn "email" và "đăng nhập". Trang web đã đóng hẳn vào tháng 11.